# DAYS (藤井フミヤの曲)
『DAYS』（デイズ）は藤井フミヤの5枚目のシングル。
1994年11月18日にポニーキャニオンからリリースされた。

## 概要
- TBCグループ「'95 TBC」CMイメージソング。

## 収録曲
1. DAYS (6:29)
作詞・作曲:藤井フミヤ、編曲:KUDO
2. Everyday Every time Happy Birthday (5:04)
作詞・作曲:藤井フミヤ、編曲:KUDO
3. DAYS(instrumental) (6:34)
作曲:藤井フミヤ、編曲:KUDO

## 収録アルバム
- R&R (#1)
- STANDARD (#1)
- シングルス (#1)